# Faith Divides Us – Death Unites Us
Faith Divides Us – Death Unites Us (engl.: ‚der Glaube trennt uns, der Tod vereint uns‘) ist das zwölfte Studioalbum der englischen Band Paradise Lost. Stilistisch setzt es den härteren, wieder an Platten wie Icon und Draconian Times erinnernden Kurs des Vorgängeralbums In Requiem fort.

## Entstehungsgeschichte
Beim Songwriting-Prozess für Faith Divides Us – Death Unites Us verzichteten Paradise Lost auf längeres Proben, die Songschreiber Gregor Mackintosh (Musik) und Nick Holmes (Musik) schickten sich die Songideen per E-Mail zu: „Wenn keine Antwort kommt, weißt du, dass sie es scheiße finden.“ (Nick Holmes) Als Einflüsse wurden besonders Doom-Metal-Bands wie Candlemass und Bathory genannt. Als Produzent wurde Jens Bogren (Amon Amarth, Opeth) ausgewählt und die Platte mit ihm im Frühjahr 2009 in Örebro in Schweden eingespielt. Bogren hatte auch bereits die Live-DVD The Anatomy of Melancholy abgemischt. Die Band äußerte sich über beide Arbeiten sehr zufrieden. Das Schlagzeug wurde im Studio von Peter Damin eingespielt, erst später wurde Adrian Erlandsson (u. a. At the Gates, Cradle of Filth) als neues Bandmitglied vorgestellt. Die Special Edition enthält als Bonussongs auf einer zweiten CD die „Lost in Prague Orchestra Mixes“. Sie wurden vom Philharmonischen Orchester der Stadt Prag unter der Leitung von Miriam Němcová gespielt.

## Rezeption
Die Kritiken für Faith Divides Us – Death Unites Us fallen positiv aus. Auf allmusic.com sah Eduardo Rivadavia die Platte als Nachfolger von Draconian Times. Dreieinhalb Sterne war die Bewertung. Auch auf Plattentests.de, wo sieben von zehn Punkten vergeben wurden, nannte Markus Bellmann das Album den „legitimen Nachfolger“ der Alben dieser Phase, doch „keineswegs rückwärts gewandt“. Nur bei Living With Scars werde die „Experimentierfreude“ etwas übertrieben. Im Rock Hard nannte Holger Stratmann das Songwriting „konzentrierte, ausgefeilte Arbeit“ und lobte den Sound der Platte als „Weltklasse“, die Band spiele „auf den Punkt“ und „tolle Details und Einfälle“ seien zu hören. Nur das Fehlen eines „griffigen Hits“ wurde moniert. Die Wertung war 8,5 von zehn Punkten. Auf Laut.de schrieb Michael Edele, die Songs entfalteten sich zwar langsam, das Album sei aber dem Vorgänger In Requiem „um eine Nasenlänge voraus“. Mit fünf Sternen vergab Edele die Höchstbewertung.

## Titelliste
1. As Horizons End – 5:26
2. I Remain – 4:09
3. First Light – 5:00
4. Frailty – 4:25
5. Faith Divides Us –  Death Unites Us – 4:21
6. The Rise of Denial – 4:47
7. Living With Scars – 4:22
8. Last Regret – 4:24
9. Universal Dream – 4:17
10. In Truth – 4:51
11. Cardinal Zero – 4:28 (Special Edition, Japan-Edition)
12. Faith Divides Us – Death Unites Us – 4:17 (CD2, Special Edition „Lost in Prague Orchestra Mix“)
13. Last Regret – 4:20 (CD2, Special Edition „Lost in Prague Orchestra Mix“)

Als zweiter Japan-Bonustrack ist das Stück Back on Disaster enthalten.

## Artwork
Für das Titelbild wurde ein Holzschnitt von Hans Holbein dem Jüngeren von 1538 ausgewählt. Auch das übrige Booklet wurde mit Werken von mittelalterlichen und frühneuzeitlichen Künstlern wie Albrecht Dürer, Martin Schongauer und Lucas Cranach dem Älteren gestaltet.